# سارا چرچیل
سارا چرچیل (انگلیسی: Sarah Churchill؛ ‏ ۷ اکتبر ۱۹۱۴ – ۲۴ سپتامبر ۱۹۸۲) بازیگر و رقصنده اهل بریتانیا بود. وی دختر دوم وینستون چرچیل نخست‌وزیر بریتانیا و فرزند کلمنتین چرچیل بود.
از فیلم‌ها یا برنامه‌های تلویزیونی که وی در آن نقش داشته‌است، می‌توان به عروسی سلطنتی اشاره کرد.